# Billy Jim Layton
Billy Jim Layton (* 14. November 1924 in Corsicana, Texas; † 30. Oktober 2004 in Cambridge, Massachusetts) war ein US-amerikanischer Komponist.
Layton absolvierte in seiner Jugend eine Ausbildung als Jazzsaxophonist und -klarinettist. Während des Zweiten Weltkrieges flog er bei der US Air Force einen B-29 Langstreckenbomber. Nach dem Krieg studierte er Musik am New England Conservatory, der Yale School of Music und der Harvard University. Zu seinen Lehrern zählten Francis Judd Cooke, Quincy Porter und Walter Piston.
Er erhielt u. a. ein Hertz Travelling Fellowship der University of California, den Rom Prize der American Academy of Arts and Letters (1954–57), einen Preis des National Institute of Arts and Letters und ein Guggenheim-Stipendium. 1957 wird bei den Weltmusiktagen der Internationalen Gesellschaft für Neue Musik (ISCM World Music Days) in Zürich sein Streichquartett aufgeführt. Nachdem er einige Jahre an der Harvard University unterrichtet hatte, wurde er 1966 Leiter des Musikdepartments der State University of New York at Stony Brook, das er zu einem Zentrum der zeitgenössischen Musik in den USA machte. 1992 ging er in den Ruhestand und ließ sich in Cambridge nieder, wo er 2004 an den Folgen einer Lungenentzündung starb.
Laytons Kompositionen entstanden sämtlich im Zeitraum von 1946 bis 1964. Er bezeichnete seinen Kompositionsstil, der an die traditionelle westliche Musik anknüpfte, als new liberalism und stellte ihn 1965 in dem Journal Perspectives of New Music dar. Bekannt wurden die Three Dylan Thomas Poems and Three Studies für Klavier, für die er mit dem Rompreis und dem Guggenheimstipendium ausgezeichnet wurde. Außerdem komponierte er mehrere Streichquartette und weitere Werke in kammermusikalischer Besetzung.